# Eutomopepla abaearia
Eutomopepla abaearia là một loài bướm đêm trong họ Geometridae.